# Jobaria
Jobaria (Jobaria tiguidensis) – dinozaur z grupy zauropodów (Sauropoda), o bliżej niesprecyzowanej pozycji filogenetycznej. Długość ciała ok. 18–22 m, wysokość 8–9 m (4,5 m w kłębie), masa ok. 18 t. Niektóre analizy kladystyczne sugerują, że Jobaria był bazalnym przedstawicielem kladu Macronaria; np. według analizy Upchurcha i współpracowników (2004) Jobaria był taksonem siostrzanym do rodzaju Atlasaurus, a oba te rodzaje razem z chińskim rodzajem Bellusaurus tworzyły klad siostrzany do kladu obejmującego wszystkich pozostałych przedstawicieli Macronaria. Według analizy Barco (2009) Jobaria był najbardziej bazalnym przedstawicielem Macronaria lub też taksonem siostrzanym do rodzaju Lourinhasaurus, razem z którym tworzył klad siostrzany do kladu obejmującego wszystkich pozostałych przedstawicieli Macronaria; z kolei według analizy Carballido i współpracowników (2011) Jobaria był najbardziej bazalnym przedstawicielem kladu Diplodocoidea (sami autorzy zaznaczają jednak, że taka pozycja filogenetyczna tego rodzaju jest niepewna, zwłaszcza, że mogli wskazać tylko dwie niewątpliwe synapomorfie kladu obejmującego rodzaj Jobaria i grupę Diplodocoidea). Jeśli Jobaria faktycznie należał do Macronaria lub Diplodocoidea, to być może był jednym z najstarszych znanych przedstawicieli tych kladów (zależnie od wieku formacji, w której osadach odkryto jego skamieniałości – patrz niżej). Inne analizy kladystyczne sugerują jednak, że Jobaria był bazalnym przedstawicielem kladu Eusauropoda nie należącym do kladu Neosauropoda, i tym samym nie mógł należeć do Macronaria ani do Diplodocoidea.
Jego szczątki odnaleziono na Saharze, w formacji Tiourarén w regionie Agadez w Nigrze. Wiek tej formacji jest niepewny; pierwotnie zakładano, że formacja Tiourarén reprezentuje hoteryw i barrem wczesnej kredy, około 135 do 125 milionów lat temu. Według Olivera Rauhuta i Adriany López-Arbarello (2009) badania skamieniałości ryb i bezkręgowców znanych z formacji Tiourarén nie dostarczają dowodów na jej kredowy wiek, zaś jej relacje geologiczne z innymi formacjami z basenu Iullemeden dowodzą tylko, że nie reprezentuje ona aptu ani żadnego wieku młodszego od aptu. Według autorów pozycja filogenetyczna dinozaurów, których skamieniałości odkryto w osadach tej formacji (Jobaria, Afrovenator, Spinostropheus), a które były najbliżej spokrewnione z dinozaurami żyjącymi w środkowej i późnej jurze, sugeruje, że bardziej prawdopodobne jest, iż formacja Tiourarén reprezentuje przełom środkowej i późnej jury. Z kolei Le Loeuff i współpracownicy (2010) opisali ząb zauropoda odkrytego w osadach libijskiej formacji Cabao, który ich zdaniem był podobny do odkrytych w osadach formacji Tiourarén zębów "Rebbachisaurus" tamesnensis; zdaniem autorów może to dowodzić, że obie formacje reprezentują ten sam wiek. Zdaniem autorów formacja Cabao najprawdopodobniej reprezentuje hoteryw lub barrem, lecz nie można całkowicie wykluczyć, że reprezentuje ona walanżyn albo berrias; jeśli więc formacja Tiourarén faktycznie reprezentuje ten sam wiek, to może być nieco starsza, niż pierwotnie zakładano, ale w dalszym ciągu wczesnokredowa.
Znaleziono 95% szkieletu tego dinozaura, przez co jest to jeden z najbardziej kompletnych szkieletów, spośród znalezionych przez paleontologów.

## Linki zewnętrzne

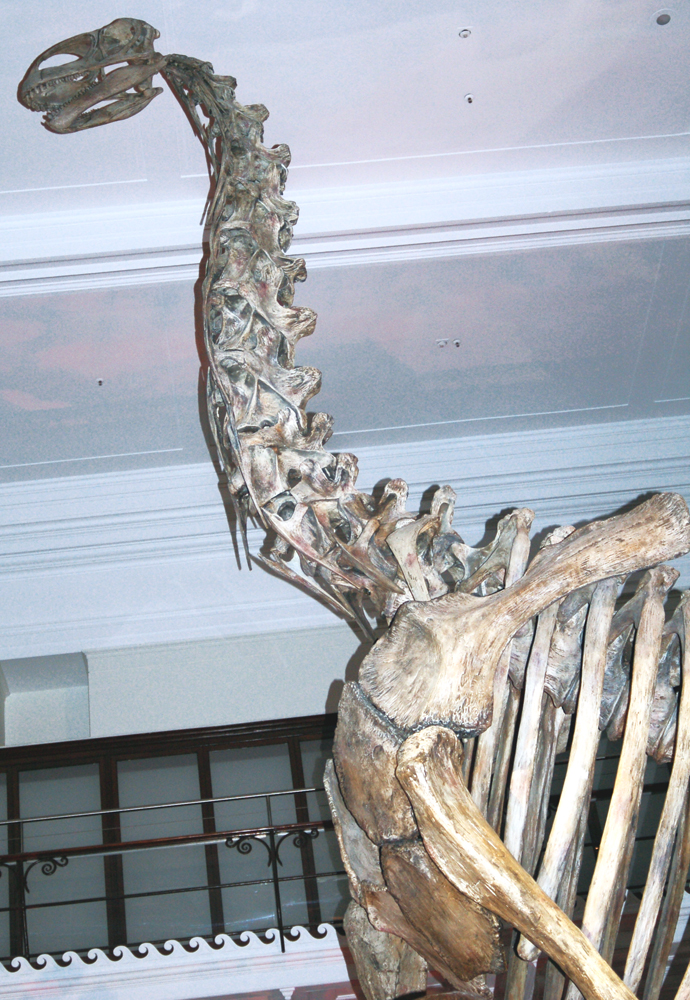
fragment szkieletu jobarii (Australian Museum, Sydney)